# Bizánci Fausztosz
Bizánci Fausztosz (5. század) görög történetíró.

## Élete
Eredeti görög nyelvű szövege elveszett annak a 425-ben írt munkájának, amelyben az örmények történetét foglalta össze. A munka nem sokkal ezután örményül is megjelent, ez a szövegváltozat maradt az utókorra. Művében különösen behatóan foglalkozott a 320–387 közötti időszak eseményeivel, a túlzásoktól mentes realista módon, helyenként kíméletlen őszinteséggel ábrázolta a történelmi eseményeket és személyeket.